# 1931 en Inde
Chronologie de l'Inde
- 1927
- 1928
- 1929
- 1930
- 1931
- 1932
- 1933
- 1934
- 1935

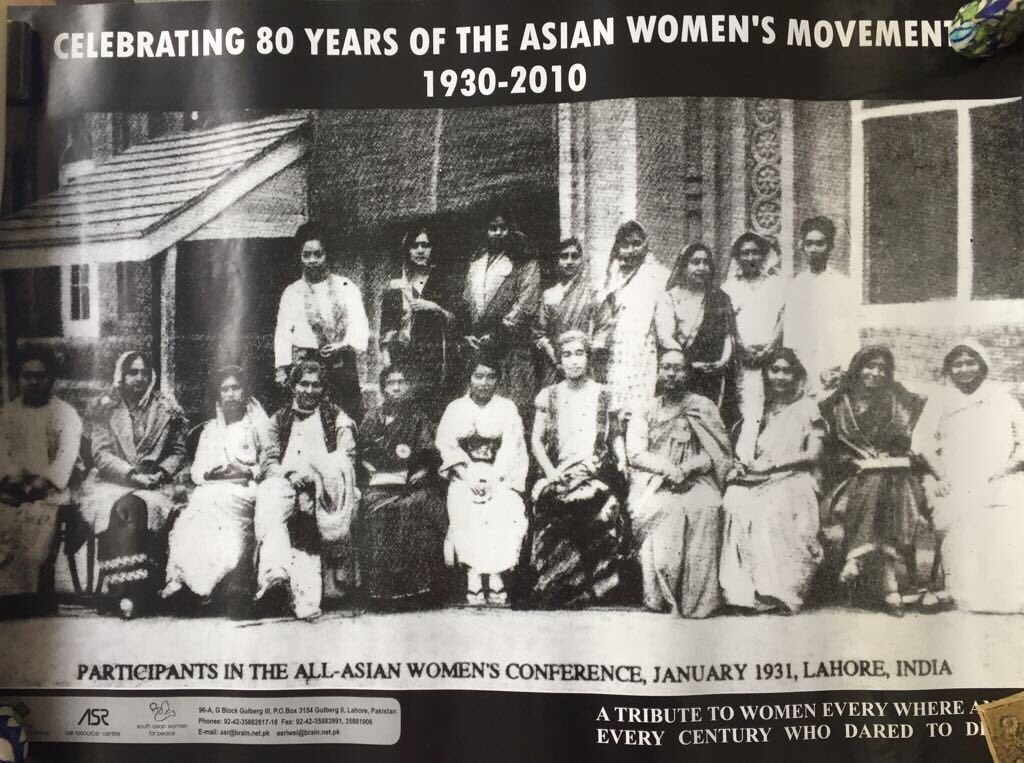
Conférence des femmes asiatiques à Lahore (janvier 1931).

Cette page concerne les évènements survenus en 1931 en Inde  :

## Évènement
- De 1930 à 1932 : Round Table Conference.
- janvier : Conférence des femmes asiatiques (en) à Lahore.
- La commission royale du travail (en) souligne la nécessité d'une collecte systématique de statistiques sur le travail.
- Émeutes du Vellore (en)
- 25 janvier : Le Mahatma Gandhi est de nouveau libéré de prison.
- 13 février : Inauguration de New Delhi, nouvelle capitale de l'Inde.
- 5 mars : Pacte Gandhi-Irwin
- 13 juillet : Agitation du Jammu-et-Cachemire (en)

## Cinéma
- 1931 est une année révolutionnaire pour le cinéma indien. Le premier parlant en hindi, Alam Ara, sort le 14 mars 1931 au Majestic Cinema de Mumbai. Le film est produit par Imperial Movietone et réalisé par Ardeshir Irani. Il met en vedette Master Vithal (en), Zubeida, Prithviraj Kapoor et Wazir Mohammed Khan. La première chanson à être chantée dans des films est celle de Wazir Mohammed Khan pour Alam Ara, De De Khuda Ke Naam Par sous la direction musicale de Firoze Shah Mistri.
- Cette année voit la sortie de 207 films muets et 28 films parlants dans toute l'Inde. 23 des 28 parlants sont en hindi, 3 en bengali, un en tamoul et un en télougou. Le premier film bengali est Jamai Shashthi (en) par Madan Theatres Calcutta. Le premier film en tamoul est Kalidas, produit par Imperial Movietone et le premier film parlant en télougou, Bhakta Prahlada, est réalisé par H. M. Reddy pour Bharat Movietone.
- Madan Theatres Ltd, qui a perdu dans la course à la production du premier film parlant en Inde avec Shirin Farhad (en) qui suit deux mois plus tard, a produit 8 film parlants à partir de Calcutta. Shirin Farhad a eu « deux fois plus de succès » par rapport à Alam Ara, et a 17 (sur les 18) chansons chantées par Jahanara Kajjan (en) et Master Nissar.

## Création
- Force aérienne indienne
- Mahisasuramardini (en), programme radio religieux.
- Musée Allahabad (en)
- Parc national de Bandipur
- The Indian Express, quotidien.
- The Indian Nation (en), quotidien.

## Dissolution
- Observatoire de Madras

## Naissance
- S. L. Bhyrappa (en), romancier, philosophe et scénariste.
- Sri Chinmoy, athlète, maître spirituel, écrivain, poète, artiste peintre et musicien.
- Avul Pakir Jainulabdeen Abdul Kalam, président de l'Inde.
- Satyendra Kapoor, acteur.
- Shammi Kapoor, acteur et réalisateur.
- O. N. V. Kurup (en), poète.
- Vijay Manjrekar (en), joueur de cricket.
- Nirupa Roy, actrice.
- K. Natwar Singh, ministre.
- George Sudarshan, physicien.
- Romila Thapar, historien.

## Décès
- 23 mars : Bhagat Singh, Shivaram Rajguru (en) et Sukhdev Thapar (en), combattants pour l'indépendance de l'Inde sont pendus.
- Hazrat Babajan (en), sainte.
- Dinesh Gupta (en), révolutionnaire.
- Motilal Nehru, activiste pour l'indépendance et leader du Parti du Congrès.
- Mirza Hadi Ruswa (en), poète.
- Puran Singh (en), poète.
- Ganesh Shankar Vidyarthi, journaliste et activiste.